# Білоозерний (Новосибірська область)
Білоозерний (рос. Белоозёрный) — селище у Убінському районі Новосибірської області Російської Федерації.
Входить до складу муніципального утворення Невська сільрада. Населення становить 109 осіб (2010).

## Історія
Згідно із законом від 2 червня 2004 року органом місцевого самоврядування є Невська сільрада.

## Населення
| 2002 | 2007 | 2010 |
| ---- | ---- | ---- |
| 160  | ↘153 | ↘109 |